# بحيرة فتزارة

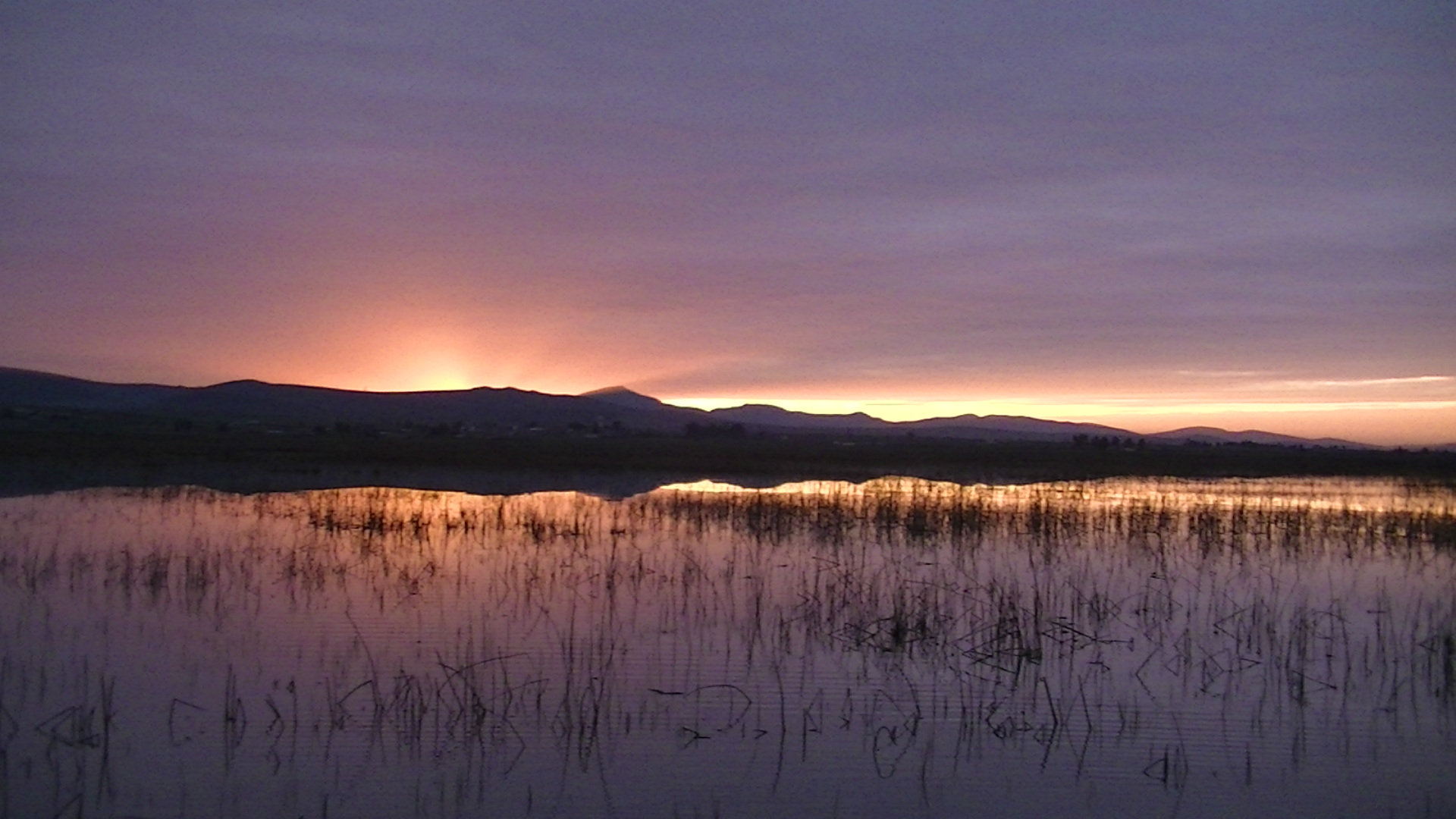
بحيرة فتزارة

تقع بحيرة فتزارة في الشمال الشرقي من الجزائر، عن بعد 18 كم من جنوب شرق مدينة عنابة. تمتد على بعد 17 كم من الشرق إلى الغرب و 13 كم من الشمال إلى الجنوب وتبلغ مساحتها حوالي 18600 هكتار، تم تصنيفها رسميا كمنطقة "رامسار"، الذي ينطوي على حماية هذا الموقع. وقد أجريت في بحيرة فتزارة العديد من الدراسات على مستوى المياه والتربة.هذه الدراسات التي أجريت لمراقبة الملوحة وتسليط الضوء على أصولها والعوامل التي تحكم ذلك. وكان الهدف الرئيسي من هذه الدراسة هو تقييم خواص تربتها التي تتأثر جدا من ظاهرة التملح ودراسة الاختلاف مع العمق. تم أخذ العينات على طبقتين الأولى (0-20 سم و 20-40 سم) في 8 نقاط حول بحيرة فتزارة أو ما مجموعه 16 عينة. وتشير النتائج التحليلية أن ملوحة التربة قد بلغ حده الأقصى في الشمال الشرقي (منطقة وادي زيد) وجنوب بحيرة (منطقة شرفة) مع هيمنة كلوريد الصوديوم.

## المقدمة
قد تم تحديد نوعية التربة نتيجة لخصائصها البيولوجية الفيزيائية والكيميائية ، والذي يسمح لها بالنمو وتنمية المحصول , تنظيم تدفق المياه من خلال البيئة وبوصفها مضخة ترشيح . تعكس نوعية التربة قدرتها على الاحتفاظ والإفراج عن الماء والمواد الغذائية للحفاظ على التنوع البيولوجي ومقاومة آثار الممارسات التي يمكن أن تؤدي إلى تدهورها. ومن الواضح أن نوعية التربة تعتمد على الخصائص الجوهرية للبيئة الجيوكيميائية والمناخ واستخدامها من قبل البشر.

## الخصائص

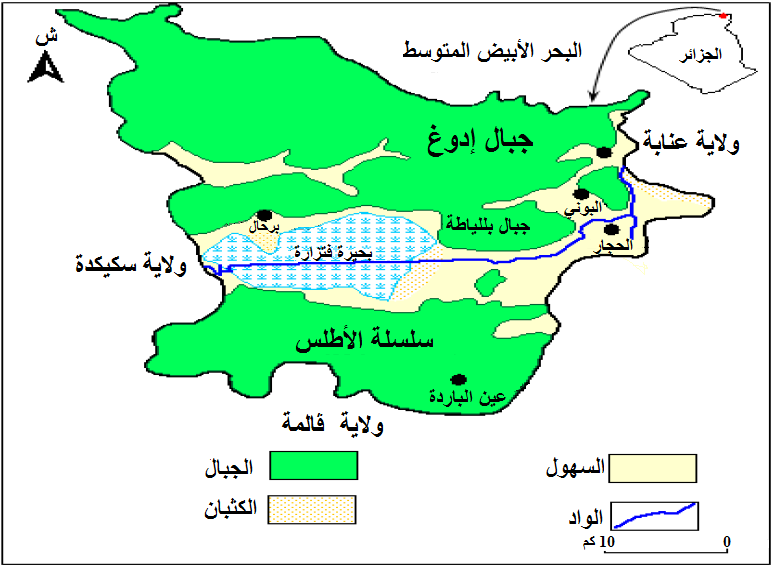
Lake of fetzara

تقع بحيرة فتزارة عن 18 كم من جنوب شرق مدينة عنابة في أقصى الشرق من الجزائر. على بعد 17 كم من الشرق إلى الغرب و 13 كيلومترا من الشمال إلى الجنوب مع سطح يبلغه حوالي 18600 هكتار (الشكل 1). هذه المنطقة خاضعة لمناخ البحر الأبيض المتوسط مع موسمين مختلفين: واحد رطب وآخر جاف. مياه البحيرة تعتمد بشكل مؤقت على شدة موسم الأمطار الذي بدوره يعتمد عليها حصريا تقريبا، بشكل عام تبلغ مساحتها أكثر من 13000 هكتار من الأراضي المغمورة في فصل الشتاء وتشكيل المروج الكبيرة. وجود القناة الرئيسية عبر البحيرة من الغرب إلى الشرق يوفر التصريف، ولكنها غير كافية لإخلاء المياه في فصل الشتاء.
تربة بحيرة فتزارة خضعت للعديد من الدراسات للتنمية الزراعية، والتي كشفت عن أية قيود عظيمة على استخدامها مثل الملوحة والإشباع باماء. وقد ساعدت هذه الدراسات لتصنيف التربة إلى أربع فئات هي: 1-التربة أقل تطور الناتجة عن انجراف، كولوفيال (colluvial) والغريني(الرواسب الغرينية)، وفيرتصول(صخر غنية بالطين). 3-رواسب الغريني مع نسبة عالية من الطين يصبح سهل التصدع. 2-التربة المشبعة بالماء(هيدرومرفيك) و3-التربة المشبعة بالملح(هلومرفيك) مع الملوحة العالية.

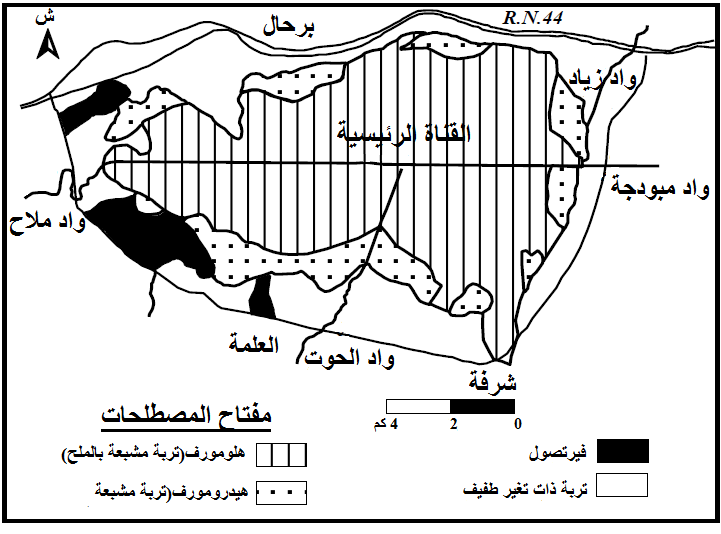
Lake of fetzara

## مواد وطرق
نفذت العينات على الطبقات الأولى والثانية (0-20 سم و 20-40 سم)، لأن عند هذا المستوى، مكان هام في تبادل الأيونات . يتشكلوا عند ثمانية نقط حول بحيرة فتزارة أو عند 16 عينات.

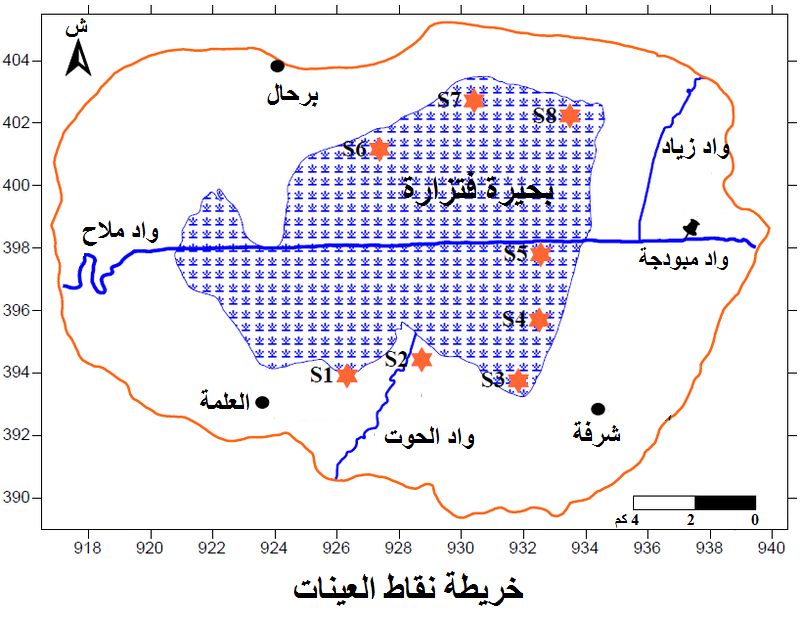
Lake of Fetzara

تم تجفيف عينات التربة بالهواء العذب للأرض ونخل إلى 2 ملم للحصول على جسيمات دقيقة التي سيتم استخدامها لجميع التحاليل الكيميائية والفيزيائية. إنجاز تحليل التربة تعلق بالكثافة والمسامية والكربون والمواد العضوية، ودرجة الحموضة، التوصيل الكهربائي والأملاح القابلة للذوبان. تحصلتا على هذه الخصائص بفعل

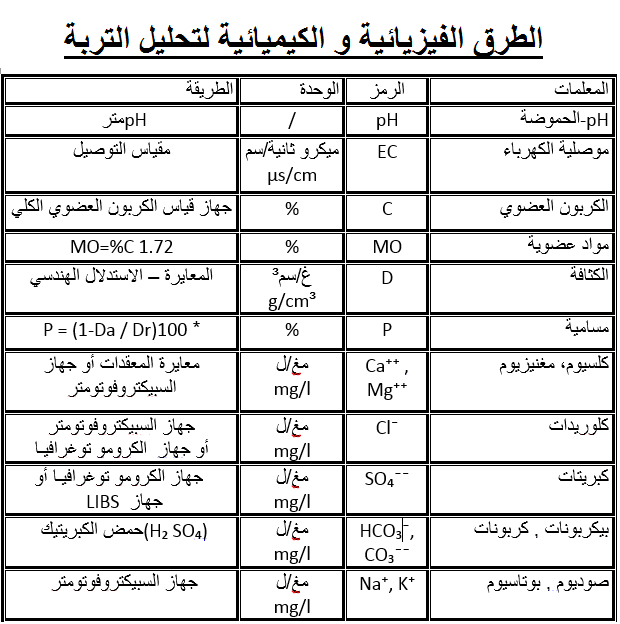
Lake of Fetzara

## النتائج والمناقشة
المواصفات الفيزيائية للتربة المتأثرة بالأملاح الذائبة تعكس تعديلات ملحوظة. بنية تربة بحيرة فتزارة من نوع منشوري، وهذه الخصائص هي التي تعاني من الملوحة. وتتميز تربة بحيرة فتزارة بكثافة تقترب من2.31 غ/سم³ ، معدل المسامية حوالي 33٪، النفاذية في معظم الحالات أقل من 2 سم / ساعة، و pH ذات أقل حموضة من القلوي (5.65-7.93) ، تغير كبيرعلى المادة العضوية (0.26-7.67٪). تطورها متعلق بشكل وثيق لدورة المياه، بسبب الفيضانات في الشتاء والصيف نزح المياه.

## دراسة ملوحة التربة
مواصفات التربة
أظهرت دراسات سابقة أن الملوحة معتبرة خاصة في الشمال، في الشرق وفي الجنوب الشرقي من بحيرة فتزارة. في غرب ووسط البحيرة ويبدو أنها مناطق متعرضة بنسبة طفيفة بالأملاح بسبب حركتهم نحو المحيط مع تحلية في مركز البحيرة. معدل التوصيل الكهربي لمحلول التربة في البحيرة حوالي 1534 ميكرو ثانية / سم للطبقة 0-20 سم، و2577 ميكرو ثانية / سم للطبقات الأخرى 20-40 سم، مما يشير إلى تفاوت كبير جدا بين طبقتين مع تركيز عالي من الأملاح الذائبة في العمق.
تباين التوصيل الكهربائي
من المحتمل أن ملوحة التربة راجع إلى وجود تركيزات عالية من الأملاح القابلة للذوبان، الصوديوم أو كليهما في آن واحد. الأملاح القابلة للذوبان المعنية أساسا، Ca++, Mg++, K+, Na+, Cl-, SO4, HCO3

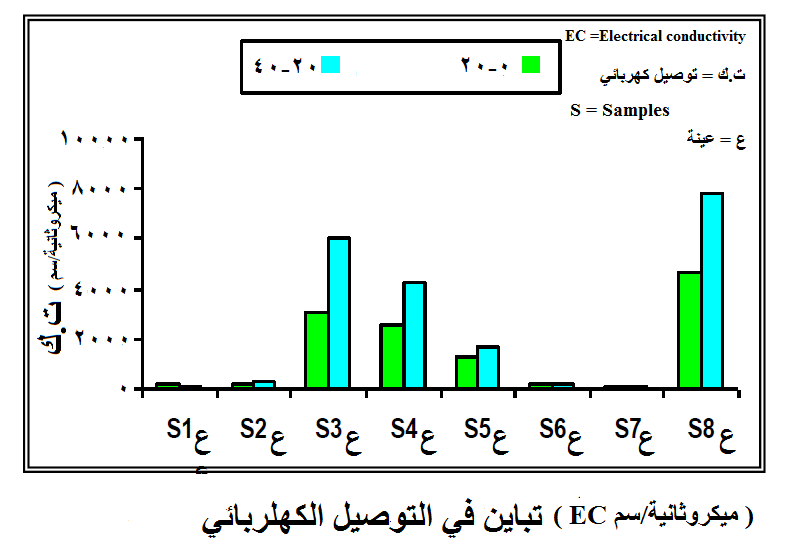
تباين في التوصيل الكهربائي

## تحليل المكون الرئيسي
بمراقبة دائرة الارتباط التي شكلتها المحورين F1 و F2، وتبين لنا أن العامل F1 يعبر 72.40٪ من التباين. في هذا المحور، الأملاح الذائبة( Ca++,Mg++,Na+,Cl-,SO4—and EC ) معارضين ل -HCO3 الذي يمثل قلوية الكربونات. هذا هو محور الذي يعكس على الأرجح في نفس الوقت ظاهرة التملح التي تؤثر على أنواع معينة من التربة والقلوية التي تضع على الآخر.

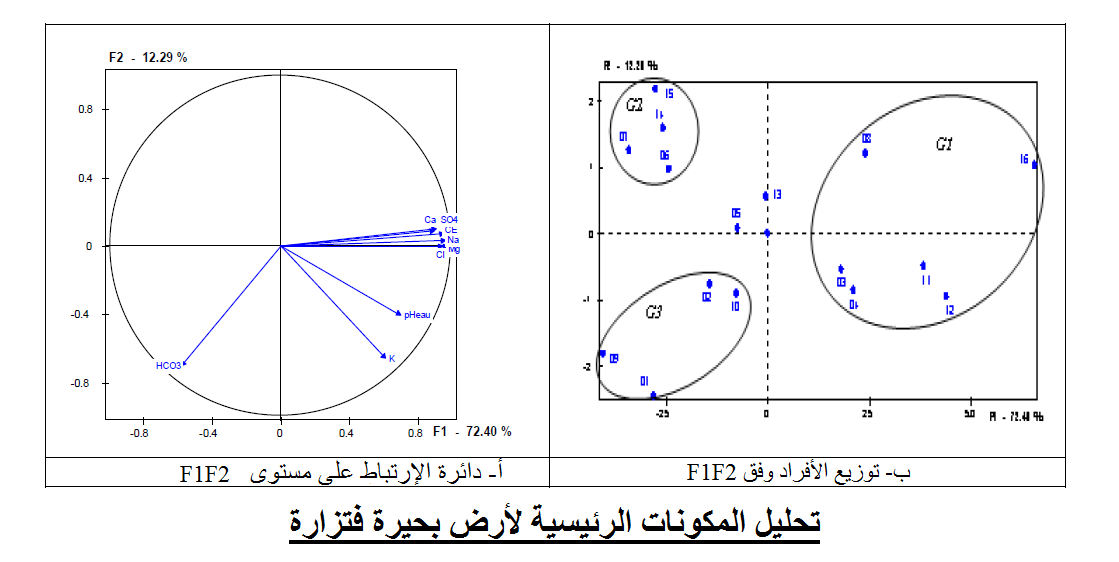
تحليل المكونات الرئيسية لبحيرة فتزارة

## نتائج التحليل الكيميائي لمحلول التربة في بحيرة فتزارة
المحور الثاني F2، وهو ما يمثل 12.29٪ من التباين، يعارض الأملاح الذائبة إلى القلوية، درجة الحموضة (pH) و+K. قد تعكس عمليات الملوحة والقلوية. أيضا لا يتم استبعاد ظاهرة تثبيت +K من قبل بعض المعادن الطينية. توزيع الأفراد يسمح لنا تصور ثلاث مجموعات من الجمعيات. تتميز G1 المجموعة الأولى ( S3, S4, S8, S11, S12, S16 ) بمحاليل ممعدنة، ويعترض على G2 المجموعة الثانية ( S6, S7, S14, S15 )التي تمثل أقل محاليل ممعدنة. وG3 المجموعة الثالثة ( S1, S2, S9, S10 ) تتضمن المحاليل المحملة بالبيكربونات.

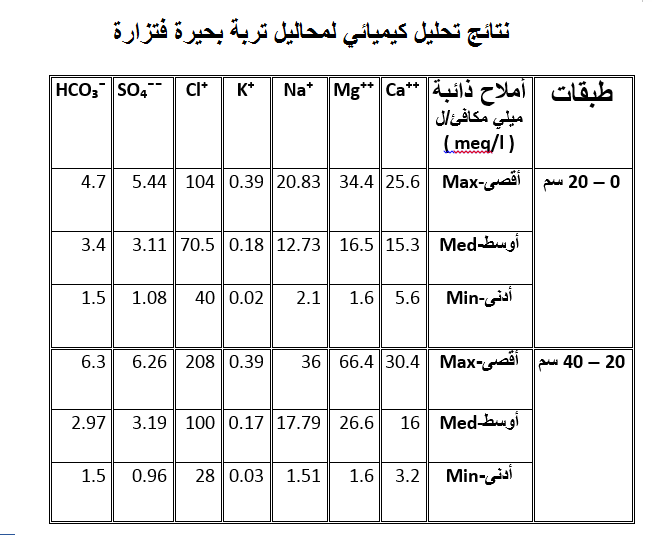
نتائج تحليل كيميائي لمحاليل تربة بحيرة فتزارة

## أنظر أيضا
- بحيرة مينغو

## الروابط الخارجية
- دراسة حول الملوحة في منطقة بحيرة فتزارة